# جيمس والش
جيمس والش (بالإنجليزية: James Walsh)‏ (28 مايو 1913 في أستراليا - 5 يوليو 1986) هو لاعب كريكت أسترالي. لعب مع فريق تسمانيا للكريكت.

## وصلات خارجية
- جيمس والش على موقع إي آس بي آن كريك إنفو (الإنجليزية)